# Equilíbrio mecânico
O equilíbrio mecânico acontece quando a força resultante que atua no sistema é nula ou, em outras palavras, quando o somatório das forças aplicadas ao sistema é igual a zero. Pode-se dizer também que as forças se equivalem e como não há superposição de uma sobre a outra a resultante é zero.

## Equilíbrio estático
Equilíbrio estático é o caso especial de equilíbrio mecânico observado num objeto em repouso.
Uma criança escorregando em um trenó sobre a neve em velocidade constante está em equilíbrio mecânico, mas não em equilíbrio estático. Um peso de papel descansando sobre uma mesa está em equilíbrio estático.
O número mínimo de estados de equilíbrio estático de um objeto homogêneo e convexo sobre uma superfície plana é de especial interesse. No caso bidimensional, o número mínimo é 4, enquanto em três dimensões já foi possível construir um objeto com apenas um ponto estável e um ponto instável de equilíbrio. O objeto com tais características foi denominado Gömböc.